# Кучелапы
Кучелапы — деревня в Оричевском районе Кировской области, административный центр Кучелаповского сельского поселения.

## География
Находится на расстоянии примерно 30 километров по прямой на юго-восток от районного центра поселка Оричи.

## История
Известна с 1764 года как займище Козловское с 14 жителями. В 1873 году учтено было дворов 4 и жителей 28, в 1905 6 и 41, в 1926 7 и 33, в 1950 15 и 46. В 1989 году благодаря, видимо, проведению политики ликвидации «неперспективных» деревень было учтено уже 370 постоянных жителей.

## Население
Постоянное население  составляло 445 человек (русские 96%) в 2002 году, 412 в 2010.